# Essure

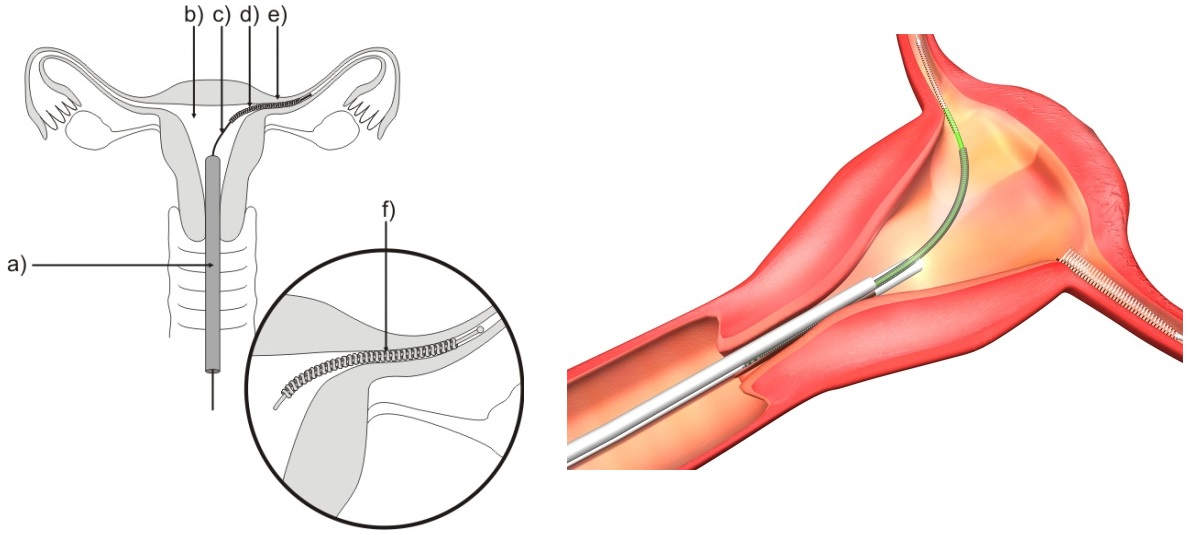
Colocação da espiral na trompa de Falópio

Essure é um procedimento de esterilização permanente para mulheres desenvolvido pela Conceptus Inc e aprovado para uso nos Estados Unidos em 4 de Novembro de 2002.